# Thomas Poulsen
Thomas Poulsen, danski veslač, * 16. februar 1970.
Poulsen je za Dansko nastopil na Poletnih olimpijskih igrah 1996 v Atlanti, kjer je z lahkim četverem brez krmarja osvojil zlato medaljo. Bil je tudi član čolna, ki je leta 1999 postavil svetovni rekord na dva kilometra s časom 5:45,60.